# Gustavo lops susin
Gustavo Lops Susin é ator, pesquisador, mestre em artes cênicas e o atual curador do Centro Cultural Banco do Brasil (CCBB) de Brasília. Sua formação inclui graduação em Jornalismo pela PUCRS e em Artes Cênicas pelo TEPA (Turma de Experiência e Pesquisa em Artes) em 2009. Desde o mesmo ano, ele integra o Grupojogo de Experimentação Cênica de Porto Alegre. 
Em 2019 integrou o Coletivo Via Expressa, orientado pelo ator-pesquisador Carlos Simioni (Lume Teatro SP). Ministrou a Oficina de Criação e Montagem do Grupojogo de 2022 a 2024.

## TEATRO
Play-Beckett (2009 - 2024) - Direção de Igor Pretto
Prédios Espelhados Matam Passarinhos - Direção de Alexandre Dill (2022) 
As Trevas Ridículas de Wolfram Lotz - Prêmio Transit Goethe Institut (2017)
Deus é um DJ de direção de Alexandre Dill (2020)
Tremor - Direção de Lucca Simas - Prêmio Transit Goethe Institut (2019) 
Inimigos de Classe - direção de Luciano Alabarse (2012)
Música de Cena” - Direção de Arthur de Faria e Áurea Baptista
O Apanhador” - Direção de Zé Adão Barbosa 
Os Homens do Triângulo Rosa” - Direção de de Margarida Peixoto (2014)
A Tempestade e os Mistérios da Ilha” - Direção de de Jezebel de Carli (2016)
Para acabar com o julgamento de Deus - Direção de Alexandre Dill - (2012) 

## Pesquisa
{{</nowiki>https://lume.ufrgs.br/handle/10183/248896 }}

## Ver Também
Predefinição:Www.grupojogo.com.br